# 寺田翠
寺田 翠（てらだ みどり、1992年6月24日 - ）は、日本のバレリーナ。ロシア国立ノヴォシビルスク・オペラ・バレエ劇場のソリスト。

## 略歴
大阪府豊中市で生まれ育つ。3歳の時に田中バレエアートにてバレエを始め、田中俊行に師事。
2008年、モスクワ国立舞踊アカデミーに留学。イリーナ・プロコフィエバに師事。
2010年、ソチで開催されたユーリ・グリゴローヴィッチ記念国際バレエコンクールに参加し、1位に入賞。
2011年から2013年にかけてウクライナ国立オデッサ歌劇場のソリストとして活動。
2014年、タタールスタン国立カザン歌劇場に入団しソリストとして活動。
2015年、ペルミ国際バレエコンクール 銀賞、ガリーナ・ウラノワ賞、ワシリーエフ、マクシーモワ賞を受賞。ソチ国際バレエコンクール ユーリ・グリガロービッチ 銀賞受賞。
2016年、ロシア国営テレビ番組「Big Ballet 2016」に出演。同年、クラスノヤルスク国際バレエコンクール 金賞受賞。
2017年、世界3大バレエコンクールの一つに数えられる、モスクワ国際バレエコンクール シニア女性部門にて銅賞を受賞。同年、文化庁長官表彰を受賞。
2018年、ロシア国立ノヴォシビルスク・オペラ・バレエ劇場に入団。

## 人物
好きなものは、音楽(アヴィーチー・中島みゆき)、フィギュアスケート、猫。
猫好きでうめきちという猫を溺愛している。
ロシアバレエの魅力として、上半身の美しさ、空間を広く大きく使った動きの舞台上での華やかさ、表情豊かで繊細な手先はロシアスタイルならではの魅力だと語っている。また、ロシア人は「踊りに魂があるか」をとても大切にしており、日本的に言うと踊り心というものに寺田自身も魅力を感じている。
大切にしているのは、自分が何を踊っているのか正しく理解すること。ロシアではどの役にもマニュアルがあり、それを守って踊るという事がとても大事にされている。振り付け家の意思やスタイルを無視して踊ってはいけない為、それがロシアスタイルのアカデミックな所だと感じ、大切にしようと思っている。また、自己流にならず正しく踊ろうという事は心がけており、1つのパにしてもバレエのいう正しさに基づいて行う、舞台は広く大きく使う、ポーズは止まる、ジャンプのパはちゃんと飛ぶ、脚をあげるパはあげる、上げなくて良いパはあげない、腕の位置、音を無視してバランスを取ったり回ったりしない、などと例えている。
「どれか1つでも疎かになるとアカデミックな部分が減り、クリアな美しい踊りから遠ざかってしまいます。そういった部分はこれからももっと気をつけて踊っていけたらと思っています」と述べている。
ロシア国営テレビBig Balletの番組で、ロシアのスターダンサーであるデニス・マトヴィエンコは、寺田の「ジゼル」ペザントのパドドゥについて「この難しく、困難なパドドゥに関しては寺田翠が素晴らしい。彼女は疲れることがない。疲れたところを見せない。これ以上にこの踊りを素晴らしく踊っているダンサーは観たことがない」と語った。
ウラジーミル・ワシーリエフは「僕の大好きな日本人だ。彼等は心から踊っていて、ロシアバレエの純粋な伝統を持っている」とコメントしている。
モスクワ国際バレエコンクールで、ニコライ・ツィスカリーゼは大川航矢と寺田のタリスマンのパドドゥを観て、「最初は背の低い彼等にこのパドドゥは似合わないと思った。しかし、一目見ればその想いは吹き飛んだ。彼等は舞台を端から端まで使い、ダイナミックな踊りを披露した。僕は彼等のタリスマンに満点をつけた」とコメント。

## 受賞歴
- 2004年 「YAGP日本予選」PC部門　第1位
- 2005年 「OsakaプリコンクールJ2部　第1位 / 「NBA全国バレエコンクール」小学生の部　第2位
- 2008年 「NBA全国バレエコンクール」ボリショイバレエアカデミースカラシップ受賞
- 2009年 「埼玉全国舞踊コンクール」Jr.部 第2位
- 2010年 「ジャパングランプリ」JA女性部門「The Ailey Scool　Full Year scholarship」 / 「The Young Ballet of the Ｗorld by Grigorovich in SOCHI」ジュニア女性部門 第1位
- 2012年 「ペルミ国際コンクール：アラベスク」女性部門　第2位 /「ガリーナ・ウラノワ賞」/「エカテリーナ・マクシモワ＆ウラジミール・ワシリーエフ賞」 / 「The Young Ballet of the World by Grigorovich in SOCHI」シニア女性部門 第2位
- 2016年 「クラスノヤルスク国際バレエコンクール」シニア女性部門　第1位
- 2017年 「モスクワ国際バレエコンクール」女子シニア部門　銅賞受賞 / 「文化庁長官表彰」（国際芸術部門）「豊中かがやき大賞」受賞